# 旧東奥義塾外人教師館
旧東奥義塾外人教師館（きゅうとうおうぎじゅくがいじんきょうしかん）は、青森県弘前市にある歴史的建造物。1903年（明治36年）、弘前市立東奥義塾（現：東奥義塾高等学校）に招かれていた英語教師の宿舎として建設されたもので、1987年（昭和62年）の同校移転時に市に寄贈され保存・一般公開されている。1993年（平成5年）青森県重宝に指定されている。

## 概要

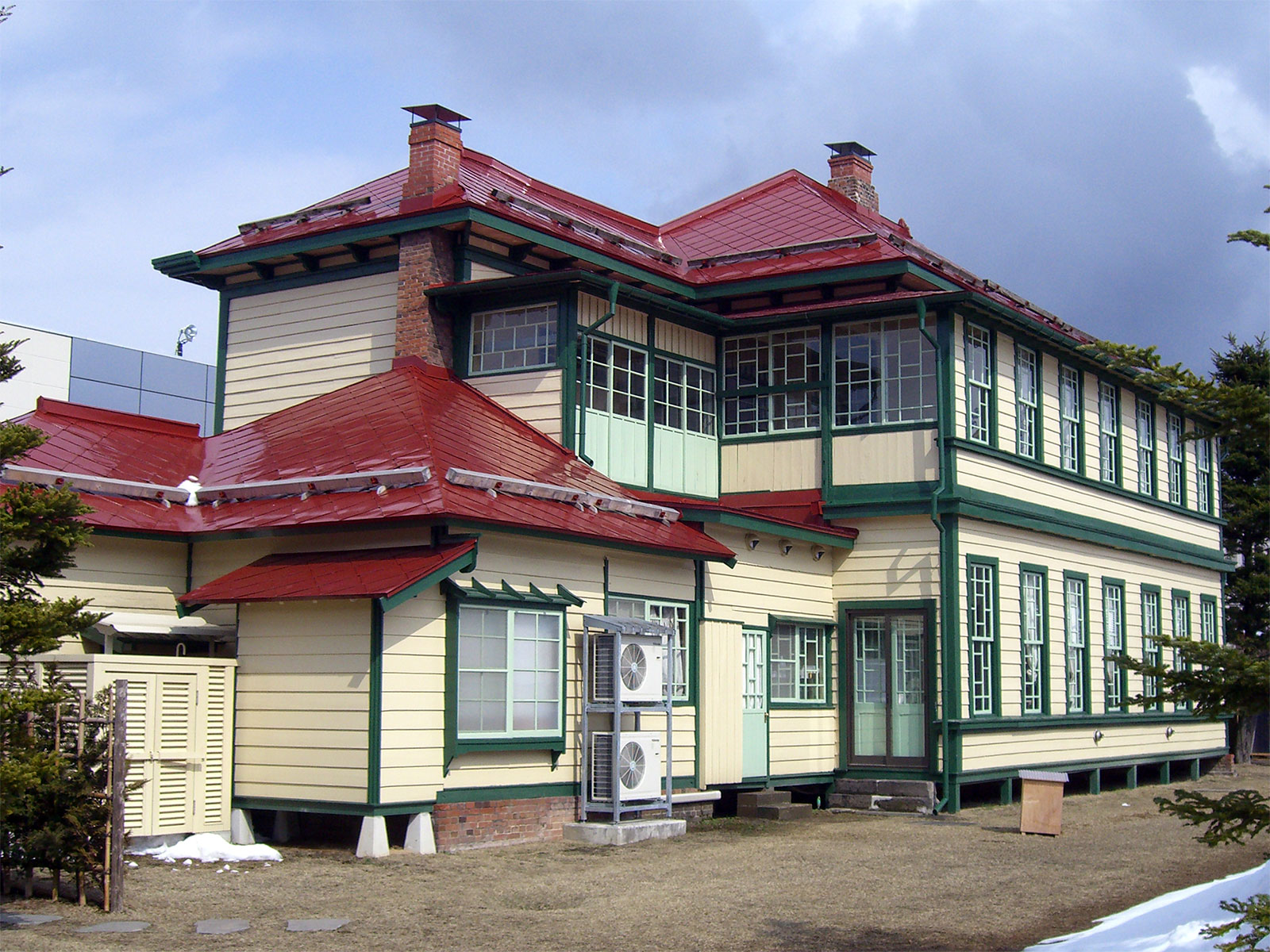
南側

1903年（明治36年）に建設された当館は、木造2階建てで、延床面積が約280m2と宿舎としては比較的大きな建物である。館内は下足で畳敷き部屋も配置されているなど日本の様式も見られるが、屋根はトラス構造となっており、白色の下見板壁と窓枠・付柱・軒や胴の幕板のオリーブグリーンとのコントラストに煉瓦積みの基礎や煙突などが、西洋館をイメージされた意匠となっている。また、窓が多く配置されているのも特徴的である。なお、設計についてはアメリカのメソジスト本部といわれているが、新潟県佐渡出身のクリスチャンでもある本間俊平という説もあり、また施工についても本間俊平といわれているものの当校校舎を二度にわたって設計施工した堀江佐吉という説もある。
当校は1872年（明治5年）に開校しており当時から外人宣教師が英語教師として招かれていたが、特別な宿舎は記録になく、外人教師館として建築されたのは1890年（明治23年）で、同時に進められていた焼失した校舎の再建とともに堀江佐吉が設計施工したといわれている。しかし、1899年（明治32年）に火災に遭い焼失しており、再建された建物が現在まで残されている。その後、キャンパスの移転に伴い1987年（昭和62年）に市に寄贈され、また当校跡地が市制施行百周年記念事業で追手門広場として環境整備されるに及んで、当館は修復したのち当広場に保存され、また１階には喫茶室が営業されているなど一般公開されている。

## 交通アクセス
- 奥羽本線 弘前駅からバスで15分、市役所前下車すぐ